# Клешнівка
Клешнівка — село в Україні, у Петриківській селищній громаді Дніпровського району Дніпропетровської області. Населення за переписом 2001 року становить 66 осіб.

## Географія
Село Клешнівка знаходиться на лівому березі річки Чаплинка в місці її впадіння в річку Оріль, вище за течією на відстані 0,5 км розташований смт Петриківка, на протилежному березі — село Іванівка. Річка в цьому місці звивиста, утворює лимани, стариці та заболочені озера.

## Населення

### Мова
Розподіл населення за рідною мовою за даними перепису 2001 року:
| Мова            | Кількість | Відсоток |
| --------------- | --------- | -------- |
| українська      | 59        | 89.39%   |
| російська       | 4         | 6.06%    |
| білоруська      | 1         | 1.52%    |
| інші/не вказали | 2         | 3.03%    |
| Усього          | 66        | 100%     |